# Svetlana Katok
Svetlana Katok (Moscovo, 1 de maio de 1947) é uma matemática judia russa-americana e professora de matemática na Universidade Estadual da Pensilvânia.

## Educação e carreira
Katok cresceu em Moscow, e obteve o grau de mestre na Universidade Estatal de Moscovo em 1969; porém, devido às políticas anti-semitas e anti-intelligentsia da época, lhe foi negada admissão ao programa de doutorado lá, e então ela trabalhou por várias anos na área de educação primária e secundária. Ela emigrou para os Estados Unidos em 1978,
e obteve seu doutorado da University of Maryland, College Park, em 1983, sob a supervisão de Don Zagier. Tornou-se professora da Pennsylvania State University em 1990.

## Prêmios e honrarias
Katok foi a Emmy Noether Lecturer em 2004. Em 2012 ela e seu marido, o matemático Anatole Katok, ambos tornaram-se Fellows da American Mathematical Society.

## Livros
Katok é autora de:
- Fuchsian Groups, Chicago Lectures in Mathematics, University of Chicago Press, 1992.[5] Edição russa, Faktorial Press, Moscow, 2002.
- p-adic Analysis Compared with Real, Student Mathematical Library, vol. 37, American Math. Soc., 2007.[6] Edição russa, MCCME Press, Moscow, 2004.

Além disso, ela co-editou o livro MASS Selecta: Teaching and learning advanced undergraduate mathematics (American Math. Soc., 2003).